# Shinsen gumi (film)
Pour plus de détails, voir Fiche technique et Distribution.
Shinsen gumi (新選組, Shinsen gumi) est un film japonais réalisé par Tadashi Sawashima, sorti en 1969. Il traite de la vie dans une milice de samouraïs, le Shinsen gumi.

## Fiche technique
- Titre original : 新選組 (Shinsen gumi?)
- Titre anglais : Band of Assassins
- Réalisation : Tadashi Sawashima
- Scénario : Takeo Matsuura (ja)
- Photographie : Kazuo Yamada (ja)
- Montage : Yoshihiro Araki
- Décors : Hiroshi Ueda
- Musique : Masaru Satō
- Producteur : Toshirō Mifune et Hiroshi Inagaki
- Société de production : Tōhō et Mifune production
- Pays d'origine :  Japon
- Langue originale : japonais
- Format : couleur (Eastmancolor) - 2,35:1 - 35 mm - son mono
- Genre : drame - jidaigeki
- Durée : 122 minutes [3] (métrage : neuf bobines - 3 331 m[3])
- Date de sortie :
  - Japon : 5 décembre 1969[3]

## Distribution
- Toshirō Mifune : Isami Kondō
- Keiju Kobayashi : Toshizō Hijikata
- Kin'ya Kitaōji : Sōji Okita
- Rentarō Mikuni : Kamo Serizawa
- Yōko Tsukasa : Tsune
- Yumiko Nogawa : Oume
- Yuriko Hoshi : Otaka
- Ichirō Nakatani : Tani Tateki
- Katsuo Nakamura : Kawai
- Ryōhei Uchida : Kinzan
- Takahiro Tamura : Koshitarō Itō
- Kinnosuke Nakamura : Tōta Arima
- Junko Ikeuchi : Oyuki

## Distinctions
- 1970 : prix Mainichi du meilleur acteur dans un second rôle pour Katsuo Nakamura[4]